# Wolfgang Wendland
Wolfgang Wendland (Lünen, 1962. november 9. –) német filmrendező, dalszerző, politikus és énekes. 2005-ben ő volt Németország Anarchista Pogo Pártja kancellárjelöltje.
Wendland a német szatíra-punk-együttes, a Die Kassierer énekese. Film- és színháztudományok mellett még összesen 30 szemesztert töltött az egyetemen, filozófia, pedagógia és politika hallgatóként.